# Дударенко, Андрей Степанович
Андре́й Степа́нович Дударе́нко (бел. Андрэй Сцяпанавіч Дударэнка; 10 октября 1930, Саввушка, СССР — 28 декабря 2022, Минск) — советский и белорусский актёр театра и кино.

## Биография
Выпускник ЛГИТМиК (курс Л. Ф. Макарьева).
- В 1959—1960 годах — актёр Новосибирского театра «Красный факел».
- В 1961—1969 годах — актёр Ярославского драматического театра им. Ф. Г. Волкова.
- В 1969—1971 годах — актёр Алтайского краевого театра драмы.
- В 1974— годах — актёр Русского драматического театра Карельской АССР.
- В 1982—1987 годах — актёр Государственного русского драматического театра Эстонской ССР.
- С 1988 года — актёр Национального академического драматического театра имени М. Горького в Минске.

Скончался 28 декабря 2022 года.

## Роли в театре
Национальный академический драматический театр имени М. Горького
- Пифагор — «Свалка» А. А. Дударева
- Блюментрос — «Христос и Антихрист» Д. С. Мережковского
- Старик — «Баловни судьбы» Е. Г. Поповой
- Левий Матвей — «Мастера» М. А. Булгакова
- Г-н Флеран — «Мнимый больной» Мольера
- Пастор Иммос — «Перед заходом солнца» Г. Гауптмана
- Казимир Андреевич Глухов — «Русские водевили» П. И. Григорьева, П. С. Фёдорова
- Профессор Якоб — «Земляничная поляна» И. Бергмана
- Монархический голос — «Бег» М. А. Булгакова
- Саркастический прохожий — «Пигмалион» Б. Шоу
- Князь Тугоуховский — «Горе от ума» А. С. Грибоедова
- III-й князь — «Проделки Ханумы» А. А. Цагарели
- Священник — «Двенадцатая ночь» Шекспира
- Швейцар — «Леди на день» О. Д. Данилова

## Фильмография
- 1967 — Шестое лето — зять кулака
- 1974 — Осень — таксист
- 1976 — Бросок, или Всё началось в субботу — человек в аэропорту
- 1979 — На исходе лета — пациент
- 1980 — Плывут моржи — Сан Саныч
- 1980 — Тростинка на ветру — Прохор Федосеевич
- 1981 — Вот вернулся этот парень — Удалов
- 1981 — Старые письма — Иван Лукич Тенин
- 1983 — Комический любовник, или Любовные затеи сэра Джона Фальстафа — лекарь
- 1983 — Трое на шоссе — Иван
- 1984 — Капитан Фракасс — начальник охраны Принца
- 1984 — Мой друг Иван Лапшин — Кашин
- 1984 — Ольга и Константин — заведующий колхозным гаражом
- 1985 — В стреляющей души — Васюгин
- 1985 — Грядущему веку — Василий Семёнович Соболев
- 1986 — Михайло Ломоносов — Мошкарь
- 1987 — Иван Великий — Семён Иринархович
- 1987 — Холодное лето пятьдесят третьего... — бандит Михалыч
- 1988 — Наш бронепоезд — Иван Васильевич
- 1988 — Хлеб — имя существительное — Пётр Харламов
- 1989 — Нечистая сила — отец
- 1989 — Торможение в небесах — эпизод, член собрания (в титрах не указан)
- 1990 — Волки в зоне — Кузьма
- 1990 — Плач перепёлки — Захар Довгаль
- 1991 — Брюнетка за тридцать копеек — секретарь
- 1992 — Прикосновение — Мальцев
- 1993 — Аз воздам — эпизод
- 1994 — Эпилог — художник
- 1995 — Сын за отца — егерь
- 1998 — Зал ожидания — бомж
- 1998 — Ботанический сад — эпизод
- 1998 — Проклятый уютный дом — войт
- 2000 — Русский бунт — Белобородов
- 2002 — Закон — присяжный Дрожжин
- 2003 — Каменская-3 — врач-травматолог
- 2003 — Между жизнью и смертью — эпизод
- 2004 — Вам — задание — старик-партизан
- 2006 — Письмо Феллини — старик
- 2007 — Третье небо — Николай
- 2007 — Сынок — сельчанин
- 2007 — Перед заходом солнца — пастор Иммос
- 2009 — Дольше века — Франц Линдеман в старости
- 2009 — Катя — Николай Иванович
- 2010 — Око за око — Ясинский
- 2011 — Навигатор — Глеб Родионович Пушкарь
- 2013 — Оттепель — Виктор Моисеевич
- 2022 — Андрей Дударенко. Лицо с портрета — играет самого себя[2]